# بيتر راب
بيتر راب (بالألمانية: Peter Rapp)‏ هو منافس ألعاب قوى ألماني، ولد في 29 مايو 1983.

## وصلات خارجية
- بيتر راب على موقع الاتحاد الدولي لألعاب القوى (الإنجليزية)